# Peder Skram
Peder Skram (Horsens, 1503 – Horsens, 11 luglio 1581) è stato un ammiraglio danese.
Combattente nel 1518 contro la Svezia, Cristiano III di Danimarca gli assegnò il comando della flotta contro i Paesi Bassi. Nel 1537 fu nominato ammiraglio e mantenne il suo ruolo fino al 1564, quando si dimise.

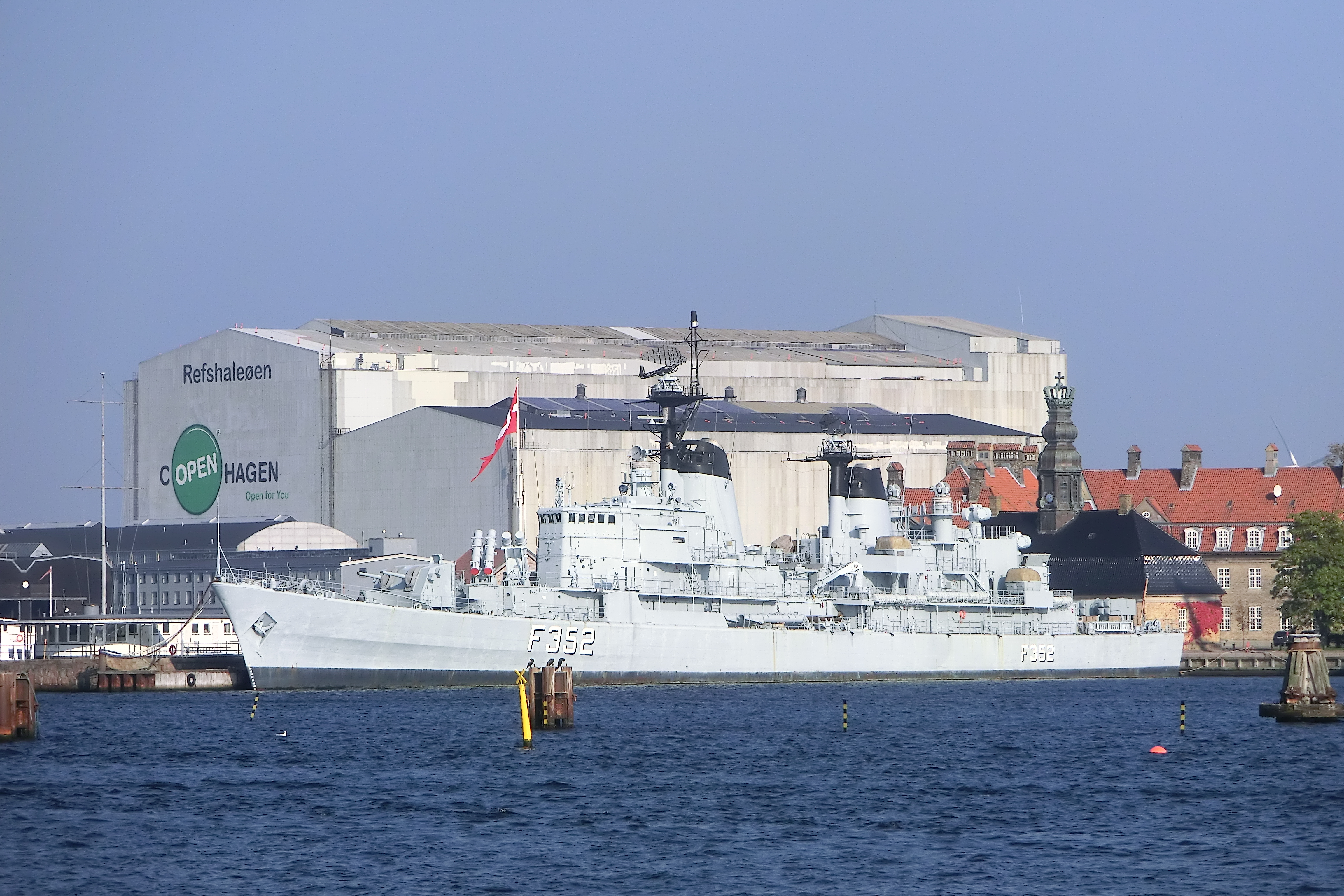
La nave museo Peder Skram (F 352) intitolata all'ammiraglio danese